# HD146236
HD146236 — хімічно пекулярна зоря спектрального класу A1, що має видиму зоряну величину в смузі V приблизно  9,1.
Вона  розташована на відстані близько 813,4 світлових років від Сонця.